# Муравьёва, Надежда Константиновна
Надежда Константиновна Муравьёва (род. 30 июня 1980 года в Братске, СССР) — российская гандболистка, игрок национальной сборной, заслуженный мастер спорта России; тренер.
Трёхкратная чемпионка мира (2001, 2007 и 2009). Бронзовый призёр молодёжного чемпионата Европы 1998. Бронзовый призёр чемпионатов Европы 2000 и 2008 годов, на ЧЕ-2008 была признана лучшей по игре в защите. Чемпионка России 1999, 2000 и 2001 годов в составе «Аквы», 2003, 2004, 2005 и 2008 годов в составе «Лады». Серебряный призёр чемпионата России 2007 года, финалистка Лиги чемпионов 2007 года и обладательница Кубка Европейской гандбольной федерации 2012 года в составе «Лады». Профессиональная карьера завершена. В настоящее время работает телекомментатором. С 2021 года тренирует девочек 2012 г.р. в .